# Abrostola uniformis
Abrostola uniformis är en fjärilsart som beskrevs av Embrik Strand 1917. Abrostola uniformis ingår i släktet Abrostola och familjen nattflyn. Inga underarter finns listade i Catalogue of Life.